# Брачная ночь
«Брачная ночь» (англ. The Wedding Night) — художественный фильм Кинга Видора с Анной Стэн и Гэри Купером в главных ролях.

## Сюжет
В поисках вдохновения для своей новой книги, которая должна улучшить его материально положение, молодой писатель Тони Барет (Гэри Купер) отправляется с женой в родовое имение. Здесь он познакомился с соседями — семьей польских эмигрантов Новаков, занимающихся выращиванием табака, и подружился с дочерью господина Новака Маней (Анна Стэн). Жаждущая развлечений жена Барета вскоре возвращается в город. Барет начинает писать новый роман, вдохновляясь наблюдениями идиллической сельской жизни эмигрантов. Между ним и Маней рождается любовь. Но консервативная семья Новак считает близкое общение Барета и Мани порочащим честь девушки, и решает быстрее выдать её замуж за Фредерика, с которым она помолвлена. Придя открыть свои чувства писателю в канун свадьбы, Маня подвергается агрессии жены Барета, которая вернулась из города. Она узнает в Мане прототипа главной героини романа мужа и предотвращает их встречи. На свадьбе, куда попадает и Барет, начинается скандал, спровоцированный пьяным Фредериком. Разнимая Барета и Фредерика, Маня смертельно травмируется, падая с лестницы.

## Судьба фильма
В 1935 фильм получил приз за режиссуру на Венецианском кинофестивале. Этот фильм считается пиком звездной карьеры Анны Стэн. Понеся кассовые потери от проката фильма, продюсер Сэмюэл Голдвин разорвал контракт с Анной Стэн, после чего её карьера пошла на спад.

## В ролях
- Анна Стэн — Маня Новак
- Гэри Купер — Тони Барретт
- Зиг Руман — Ян Новак, отец Мани
- Хелен Винсон — Дора Барретт
- Ральф Беллами — жених Мани
- Уолтер Бреннан — Билл Дженкинс
- Эстер Дейл — миссис Кэйси Новак